# Seznam medailistů na mistrovství světa – chůze na 50 km
Chůze na 50 kilometrů patří v kategorii mužů do programu mistrovství světa od prvního ročníku v roce 1983. Ženy tuto trať poprvé absolvovaly na světovém šampionátu v roce 2017.

## Rekordmani mistrovství světa v atletice

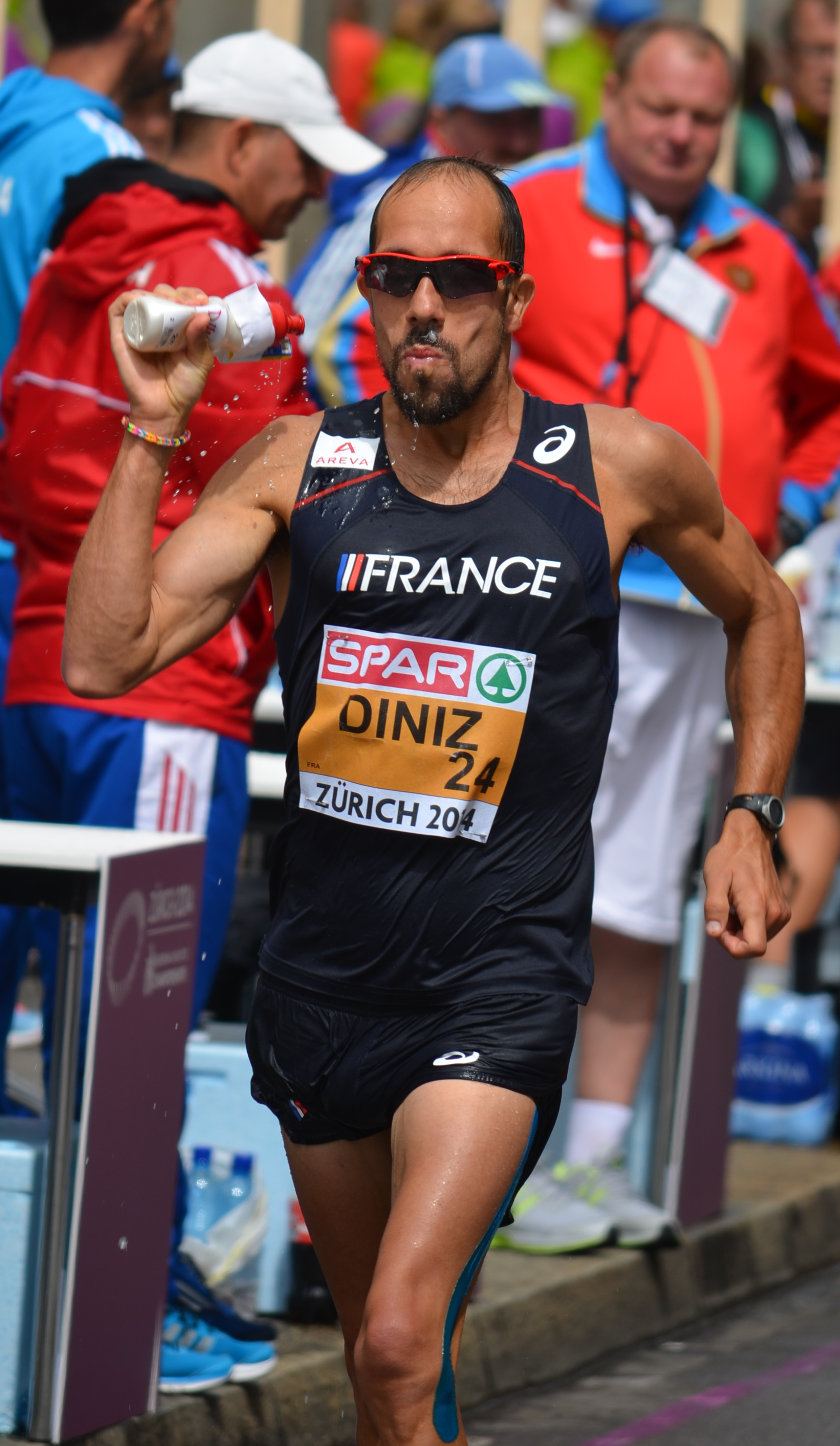
Muži -  Yohann Diniz
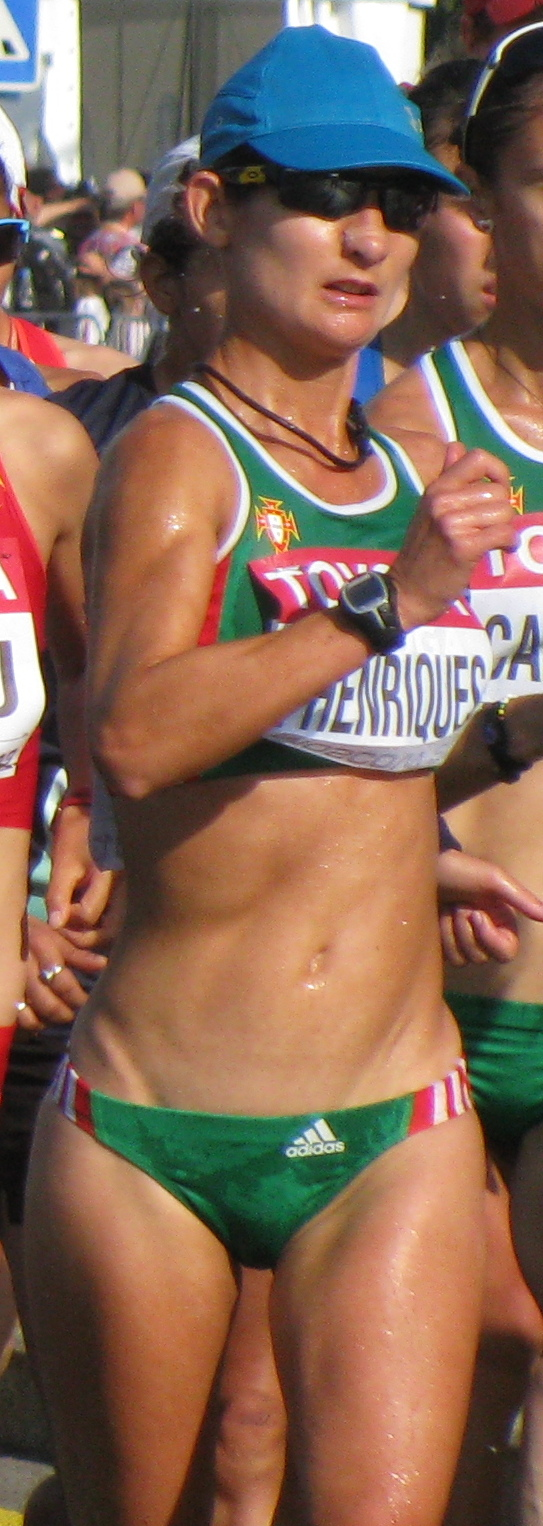
Ženy -  Inês Henriquesová

### Muži (50 km)
| Rok     | Místo     | Zlato               | Výkon vítěze  | Stříbro             | Bronz                  |
| ------- | --------- | ------------------- | ------------- | ------------------- | ---------------------- |
| MS 1983 | Helsinky  | Ronald Weigel       | 3:43:08       | José Marin          | Sergej Jung            |
| MS 1987 | Řím       | Hartwig Gauder      | 3:40:53       | Ronald Weigel       | Vjačeslav Ivaněnko     |
| MS 1991 | Tokio     | Alexandr Potašov    | 3:53:09       | Andrej Perlov       | Hartwig Gauder         |
| MS 1993 | Stuttgart | Jesus Angel Garcia  | 3:41:41       | Valentin Kononen    | Valerij Spicyn         |
| MS 1995 | Göteborg  | Valentin Kononen    | 3:43:42       | Giovanni Perricelli | Robert Korzeniowski    |
| MS 1997 | Athény    | Robert Korzeniowski | 3:44:46       | Jesus Angel Garcia  | Miguel Angel Rodriguez |
| MS 1999 | Sevilla   | Ivano Brugnetti     | 3:44:23       | Nikolaj Matjušin    | Curt Clausen           |
| MS 2001 | Edmonton  | Robert Korzeniowski | 3:42:08       | Jesus Angel Garcia  | Edgar Hernandez        |
| MS 2003 | Paříž     | Robert Korzeniowski | 3:36:03       | German Skurygin     | Andreas Erm            |
| MS 2005 | Helsinky  | Sergej Kirďapkin    | 3:38:08       | Alexej Vojevodin    | Alex Schwazer          |
| MS 2007 | Ósaka     | Nathan Deakes       | 3:43:53       | Yohan Diniz         | Alex Schwazer          |
| MS 2009 | Berlín    | Trond Nymark        | 3:41:16       | Jesus Angel Garcia  | Grzegorz Sudoł         |
| MS 2011 | Tegu      | Děnis Nižegorodov   | 3:42:45       | Jared Tallent       | Si Tianfeng            |
| MS 2013 | Moskva    | Robert Heffernan    | 3:37:56       | Michail Ryžov       | Jared Tallent          |
| MS 2015 | Peking    | Matej Tóth          | 3:40:32       | Jared Tallent       | Takajuki Tanii         |
| MS 2017 | Londýn    | Yohann Diniz        | 3:33:12 – RMS | Hirooki Arai        | Kai Kobayashi          |
| MS 2019 | Dauhá     | Júsuke Suzuki       | 4:04:20       | João Vieira         | Evan Dunfee            |

### Muži (35 km)
| Rok     | Místo    | Zlato         | Výkon vítěze | Stříbro         | Bronz             |
| ------- | -------- | ------------- | ------------ | --------------- | ----------------- |
| MS 2022 | Eugene   | Massimo Stano | 2:23:14      | Masatora Kawano | Perseus Karlström |
| MS 2023 | Budapešť | Álvaro Martín | 2:24:30      | Brian Pintado   | Masatora Kawano   |

### Ženy (50 km)
| Rok     | Místo  | Zlato             | Výkon vítěze | Stříbro   | Bronz                |
| ------- | ------ | ----------------- | ------------ | --------- | -------------------- |
| MS 2017 | Londýn | Inês Henriquesová | 4:05:56      | Hang Yin  | Yang Shuqing         |
| MS 2019 | Dauhá  | Liang Žuej        | 4:23:26      | Li Maocuo | Eleonora Anna Giorgi |

### Ženy (35 km)
| Rok     | Místo    | Zlato              | Výkon vítěze | Stříbro                    | Bronz                   |
| ------- | -------- | ------------------ | ------------ | -------------------------- | ----------------------- |
| MS 2022 | Eugene   | Kimberly García    | 2:39:16      | Katarzyna Zdziebło         | Qieyang Shijie          |
| MS 2023 | Budapešť | María Pérez García | 2:38:40      | Kimberly Garcíaová Leónová | Antigoni Ntrismpiotiová |